# Dancing Through Life
Dancing Through Life ("Danzando nella vita") è una canzone del musical Wicked di Stephen Schwartz (vincitore del Grammy Award). Fu interpretata originariamente a Broadway da Norbert Leo Butz nel ruolo di Fiyero, Kristin Chenoweth (Glinda), Idina Menzel (Elphaba), Carole Shelley (Madame Morrible), Michelle Federer (Nessa) e Christopher Fitzgerald (Boq) insieme a tutto il resto dell'ensemble degli studenti.

## Nel Musical
La canzone è cantata da quasi tutto il cast nel mezzo del primo atto. Fiyero, il bel principe degli Winki, è appena arrivano all'università di Shilz ed ha appena conosciuto Glinda e Boq. 
Durante questa canzone Fiyero parla della sua filosofia di vita circa i problemi, la scuola ed i compiti, arrivando a dire che la gente dovrebbe lasciar perdere la scuola e studiare la vita.
Inoltre durante la canzone Boq confessa a Glinda della sua infatuazione per lei, e le chiede di poter ballare insieme, dopo che Fiyero aveva invitato tutti loro nel posto più popolare della città, la sala da ballo “Ozdust”. Capendo le intenzioni di Boq, Glinda suggerisce al ragazzo di ballare con Nessa (la sorella di Elphaba), dicendo un uomo che ballasse con la sua amica sulla sedia a rotelle diventerebbe il suo eroe. Boq, non capendo il piano di Glinda, accetta di ballare con Nessa; la ragazza, innamorata segretamente di Boq, è molto felice di uscire con il ragazzo ed avere una serata divertente alla sala da ballo Ozdust.
Glinda intanto decide di tirare un tiro mancino ad Elphaba, offrendole il cappello da strega della bisnonna per andare al ballo, dicendole, mentendo, che quel tipo di cappello è all'ultima moda.
Al ballo tutti deridono Elphaba per il suo buffo aspetto e per il cappello, ma Glinda viene subito presa dal rimorso. Inoltre Madame Morrible annuncia alla ragazza di volere che anche lei entri nel suo corso speciale di incantesimi, per intercessione di Elphaba. Infatti la ragazza era commossa dal fatto che Glinda avesse trovato un ragazzo per la sorella disabile. 
Allora Glinda si mette a ballare con Elphaba, rendendola così meno strana agli occhi degli spettatori.
L'unica a non essere felice è Nessa, che intuisce che Boq stia ballando con lei solo per impressionare Glinda.

## Testo
Nel brano Fiyero parla dell'inutilità del cervello e del fatto che tutti sarebbero più felici nel vivere una vita priva di problemi; quando poi sarà trasformato in uno spaventapasseri, sentirà molto la mancanza di un cervello.
Allo stesso modo Nessa confida ad Elphaba il suo sincero sentimento per Boq che, in un suo attacco d'ira, verrà trasformato nell'uomo di latta.

## Versione diWicked
Dancing Through Life è stata riproposta nella prima parte del dittico di trasposizione cinematografica di Wicked, pubblicata il 22 novembre 2024, lo stesso giorno della colonna sonora Wicked: The Soundtrack.
Il brano è qui interpretato da Jonathan Bailey (Fiyero), Ariana Grande (Glinda), Ethan Slater (Boq), Marissa Bode (Nessa), Cynthia Erivo (Elphaba) insieme a tutto il resto dell'ensemble degli studenti.

### Classifiche
| Classifica (2024) | Posizione massima |
| ----------------- | ----------------- |
| Stati Uniti       | 90                |